# دونغ بو لا

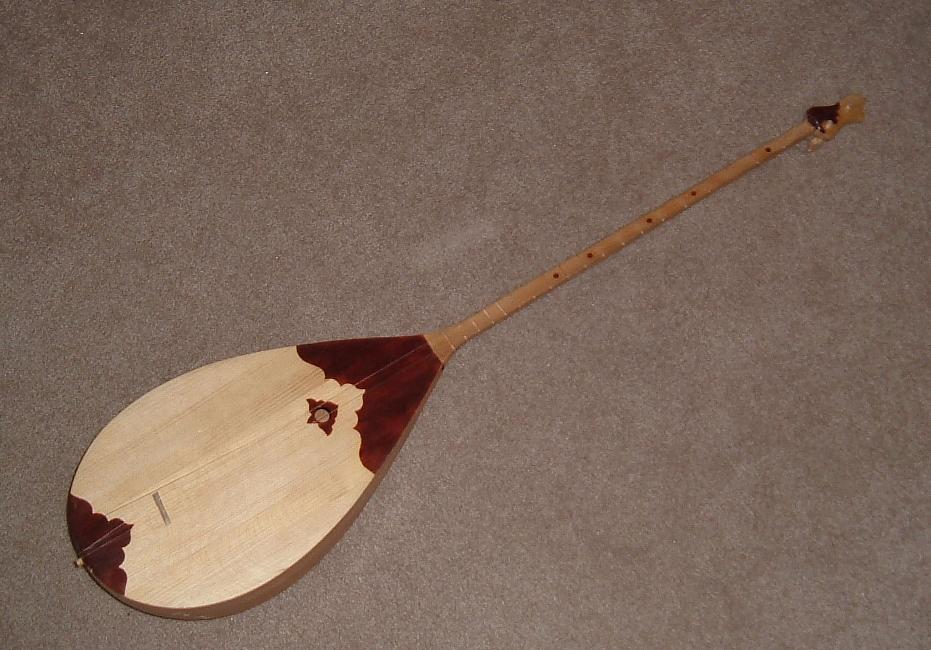

دونغ بو لا (冬不拉) آلة وترية نقرية قديمة لقومية القازاق. وفي بعض الأسر القازاقية يستطيع كل أفرادها عزف بضع مقطوعات. وفي اللغة القازاقية تعني كلمة «دونغ» صوت عزف الآلة، وتعني «بو لا» دوزنة الآلة. ولآلة دونغ بو لا تاريخ طويل حيث انتشرت في منطقة شينجيانغ الصينية في القرن الثالث قبل الميلاد. جسم آلة دونغ بو لا مصنوع من الخشب، وشكلها مثل ملعقة كبيرة. وهي آلة موسيقية تصاحب المطربين المحليين لقومية القازاق أينما يذهبون، وفي اليل يعود الناس إلى البيت ويعزفونها ويغنون ويرقصون مع أفراد الأسرة، ويتمتعون بسعادة وبهجة الأسرة.